# Gauliga Ostpreußen (1939/1940)
Sezon 1939/1940 był siódmym sezonem Gauligi Ostpreußen, wchodzącej w skład Gauligi, stanowiącej pierwszy poziom rozgrywek w Rzeszy Niemieckiej. Mistrz ligi – VfB Königsberg zakwalifikował się do mistrzostw Niemiec, z których odpadł po fazie grupowej.
Z powodu wybuchu II wojny światowej, wojskowe kluby Yorck Boyen Insterburg, SV Hindenburg Allenstein oraz MSV von der Goltz Tilsit, nie wzięły udziału w rozgrywkach, podobnie jak policyjny SV Schutzpolizei Danzig. Zespół SpVgg Masovia Lyck wycofał się z rozgrywek z powodów finansowych, a KS Gedania Gdańsk został przymusowo rozwiązany. Kluby z Olsztyna – SV Viktoria Allenstein oraz SV Allenstein został połączone w SG Allenstein, a elbląskie drużyny SV Viktoria Elbing, VfR Hansa Elbing oraz SV 05 Elbing utworzyły SG Elbing.
Runda zasadnicza sezonu została przerwana, a związek piłkarski wybrał cztery najsilniejsze jego zdaniem zespoły, które utworzyły grupę rywalizującą o mistrzostwo Gauligi Ostpreußen. Od sezonu 1940/1941 drużyny z Gdańska i Elbląga startowały w nowo utworzonej w Gaulidze Danzig-Westpreußen.

## Runda zasadnicza (przerwana)
| Pozycja | Klub                                   | M | Z | R | P | Bramki | Pkt  |
| 1.      | VfB Königsberg                         | 5 | 5 | 0 | 0 | 34:4   | 10:0 |
| 2.      | Preußen Danzig                         | 4 | 3 | 1 | 0 | 14:7   | 7:1  |
| 3.      | SG Allenstein (Viktoria/SV Allenstein) | 6 | 2 | 2 | 2 | 12:16  | 6:6  |
| 4.      | BuEV Danzig                            | 5 | 2 | 1 | 2 | 12:24  | 5:5  |
| 5.      | SV Neufahrwasser 1919                  | 6 | 2 | 0 | 4 | 10:24  | 4:8  |
| 6.      | SV Prussia-Samland Königsberg          | 2 | 1 | 1 | 0 | 4:3    | 3:1  |
| 7.      | SG Elbing (Viktoria/Hansa/05 Elbing)   | 6 | 1 | 0 | 5 | 11:18  | 2:10 |
| 8.      | Reichsbahn SG Königsberg               | 4 | 0 | 1 | 3 | 7:18   | 1:7  |

| Legenda |                          |
|         | Awans do rundy finałowej |

## Runda finałowa
| Pozycja | Klub                          | M | Z | R | P | Bramki | Pkt  |
| 1.      | VfB Königsberg                | 6 | 5 | 0 | 1 | 27:8   | 10:2 |
| 2.      | Preußen Danzig                | 6 | 4 | 1 | 1 | 18:9   | 9:3  |
| 3.      | BuEV Danzig                   | 6 | 1 | 1 | 4 | 8:25   | 3:9  |
| 4.      | SV Prussia-Samland Königsberg | 6 | 0 | 2 | 4 | 6:17   | 2:10 |

| Legenda |        |
|         | Mistrz |